# تشدیدگر سرامیکی
تشدیدگر سرامیکی (به انگلیسی: Ceramic resonator) یک قطعه الکترونیکی متشکل از تکه‌ای از مواد سرامیکی پیزوالکتریک با دو یا چند الکترود فلزی متصل‌شده‌است. هنگامی که در یک مدار نوسان‌ساز الکترونیکی متصل می‌شود، ارتعاشات مکانیکی تشدیدگر در قطعه یک سیگنال نوسانی با بسامد خاص ایجاد می‌کند. مانند کریستال کوارتز مشابه، آنها در نوسان‌سازها برای اهدافی مانند تولید سیگنال ساعت مورد استفاده برای کنترل زمان‌بندی در رایانه‌ها و سایر دستگاه‌های منطقی دیجیتال، یا تولید سیگنال حامل در فرستنده‌ها و گیرنده‌های رادیویی آنالوگ استفاده می‌شوند.
تشدیدگرهای سرامیکی از سرامیک‌های پیزوالکتریک با پایداری بالا، به‌طور کلی سرب زیرکونات تیتانات (PZT) ساخته شده‌اند که به عنوان یک تشدیدگر مکانیکی عمل می‌کند. در حین کار، ارتعاشات مکانیکی به دلیل پیزوالکتریکی مواد، ولتاژ نوسانی را در الکترودهای متصل القا می‌کنند. ضخامت زیرلایه سرامیکی فرکانس رزونانس قطعه را تعیین می‌کند.

## بسته‌بندی‌ها
بسته تشدیدگر سرامیکی معمولی دارای دو یا سه اتصال است. قطعات دوپایه معمولاً خود تشدیدگرها هستند، در حالی که قطعات سه و گاهی چهارپایه فیلتر هستند که اغلب در رادیوهای پخش AM و FM و همچنین بسیاری از کاربردهای RF استفاده می‌شوند. آنها هم در انواع نصب-سطحی و هم تمام-سوراخ با تعدادی ردپایه مختلف وجود دارند. نوسان در دوپایه (اتصال‌ها) صورت می‌گیرد. پایه سوم (در صورت وجود؛ معمولاً پایه مرکزی) به زمین متصل است.

## کاربردها
تشدیدگرهای سرامیکی می‌توانند به عنوان منبع سیگنال ساعت برای مدارهای دیجیتالی مانند ریزپردازنده‌ها که دقت فرکانس آن حیاتی نیست استفاده شود. کوارتز دارای تلرانس فرکانس ۰٫۰۰۱٪ است، در حالی که PZT دارای تلرانس ۰٫۵٪ است.
آنها در مدارهای زمان‌بندی برای طیف گسترده‌ای از کاربردها مانند تلویزیون‌ها، VCRها، دستگاه‌های الکترونیکی خودرو، تلفن، دستگاه‌های کپی، دوربین‌ها، سینت سایزرهای صوتی، تجهیزات مخابراتی، کنترل از راه دور و اسباب بازی‌ها استفاده می‌شوند. تشدیدگر سرامیکی به دلیل هزینه کم و اندازه کوچکتر، اغلب به جای کریستال‌های کوارتز به عنوان ساعت مرجع یا سیگنال ژنراتور در مدارهای الکترونیکی استفاده می‌شود.
Q پایین‌تر و محدوده فرکانس بالاتر قابل دستیابی می‌تواند در استفاده از TCXOs، نوسان‌سازهای کریستالی جبران‌شدهٔ-دمایی مفید باشد. فرکانس نوسان‌سازی را می‌توان در محدوده وسیع‌تری نسبت به کریستال با Q-بالا «کشید». این امکان طیف وسیع تری از تنظیمات را فراهم می‌کند، که ممکن است در دستگاه‌هایی که در دماهای شدید (به ویژه پایین) کار می‌کنند، که در آن وابستگی دما به فرکانس خود کریستال می‌تواند آن را از محدوده قابل کشش برای فرکانس مورد نظر خارج کند، حیاتی باشد.

## فیلترهای سرامیکی
تشدیدگرهای سرامیکی شبیه فیلترهای سرامیکی هستند. فیلترهای سرامیکی اغلب در طبقه IF گیرنده‌های سوپرهتروداین استفاده می‌شوند. فیلترهای سرامیکی در ابتدا به عنوان فیلترهای بسیار کم هزینه برای گیرنده‌های رادیویی پخش‌همگانی، هر دو مجموعه موج متوسط با IFهای معمولی ۴۵۵ کیلوهرتز و مجموعه‌های پخش‌همگانی FM با طبقه IF در حدود ۱۰٫۷ مگاهرتز استفاده می‌شدند. با این حال، از آنجایی که عملکرد آنها به‌طور قابل توجهی بهبود یافته‌است، آنها در بسیاری از کاربردهای RF دیگر نیز استفاده می‌شوند.